# Joseph Charles Arthur
Joseph Charles Arthur (ur. 11 stycznia 1850  w Lowville, zm. 30 kwietnia 1942 w Brook) – amerykański mykolog i fitopatolog. Najbardziej znany jest ze swojej pracy nad pasożytniczymi grzybami rdzowcami (Pucciniales).

## Życiorys
Urodził się w stanie Nowy Jork w Stanach Zjednoczonych. Gdy miał sześć lat, jego rodzice przeprowadzili się do Charles City w stanie Iowa. Już w młodym wieku interesował się botaniką. Studiował na Iowa State College (obecnie jest to Uniwersytet Stanu Iowa). Studia ukończył w 1872 r. W 1876 roku  objął stanowisko instruktora w stanie Iowa i opublikował swoją pierwszą pracę – katalog roślin kwiatowych stanu Iowa. Studiował krótko na Uniwersytecie Harvarda, potem pracował na Uniwersytecie w Wisconsin, a następnie na Uniwersytecie Minnesoty. W tym czasie poznał znanego botanika E.W.D Holwaya, z którym przyjaźnił się aż do jego śmierci. W 1886 roku na Uniwersytecie Cornella uzyskał tytuł doktora za rozprawę o chorobach jabłoni i gruszy. W 1890 r. został powołany na stanowisko w stacji eksperymentalnej Geneva, NY. W 1887 r. na Uniwersytecie Purdue został mianowany profesorem botaniki. W 1915 r. przeszedł na emeryturę.
W 1901 roku ożenił się z Emily Potter. Miał wówczas 51 lat. Żona zmarła w 1935 r., on w 1942 roku, w wieku 92 lat. Arthur był członkiem założycielem Botanical Society of America (dwukrotnie pełnił funkcję prezesa), Mycological Society of America, American Phytopathological Society (którego był również prezesem), American Association of University Professors i wielu innych towarzystw naukowych.

## Praca naukowa
J.CH. Arthur jest autorem lub współautorem 289 artykułów i książek. Jego ostatnia publikacja ukazała się w 1936 roku, sześćdziesiąt lat po pierwszej, a jego opus magnum, książka Manual of Rusts of the United States and Canada, ukazała się dwa lata wcześniej. Jego dokumenty znajdują się w archiwach Uniwersytetu Stanu Iowa.
W pierwszym okresie swojej pracy (1872–1884) Arthur zajmuje się głównie badaniem roślin stanu Iowa. W drugim okresie (1885–1900) zajmuje się chorobami roślin i ich zwalczaniem. Najważniejsze są tu jego badania parcha prószystego ziemniaka, głowni kukurydzy i zarazy ogniowej. Największe osiągnięcia ma w trzecim okresie swojej pracy (1901–1936), kiedy to zajmuje się cyklami życiowymi i systematyką rdzowców. Był pierwszym fitopatologiem, któremu w praktyce udało się zrealizować postulaty Kocha. Zbadał skomplikowany rozwój rdzy i opisał jej stadia pośrednie i kilka rodzajów wytwarzanych zarodników. Jako pierwszy zauważył, że duże znaczenie ma mikroskopowe badanie tekstury zarodników i występujących na nich guzków. Sam w terenie zbierał niewiele okazów, głównie badał kolekcje dostarczone przez innych, zwłaszcza E.W.D. Holwaya.
Opisał i nadał nazwy 29 rodzajom i 309 gatunkom grzybów. W naukowych nazwach opisanych przez niego taksonów dodawane jest jego nazwisko Arthur.